# Mendrisio
Mendrisio (italienskt uttal: [menˈdriːzjo], äldre tyskt namn: Mendris) är en stad och kommun i distriktet Mendrisio i kantonen Ticino i Schweiz. Kommunen har 15 068 invånare (2023). Den viktiga motorvägen A2/E35 går förbi Mendrisio.

## Kommundelar
Kommunen har utökats genom inkorporering av grannkommuner vid tre tillfällen; 2004, 2009 och 2013. De före detta kommunerna utgör nu kommundelar, quartieri, i Mendrisio.
| Quartiere   | Inkorporering | Invånare 31 dec 2018 |  |
| Arzo        | 5 april 2009  | 1 281                |  |
| Besazio     | 14 april 2013 | 627                  |  |
| Capolago    | 5 april 2009  | 852                  |  |
| Genestrerio | 5 april 2009  | 1 096                |  |
| Ligornetto  | 14 april 2013 | 1 810                |  |
| Mendrisio   | –             | 6 942                |  |
| Meride      | 14 april 2013 | 340                  |  |
| Rancate     | 5 april 2009  | 1 600                |  |
| Salorino    | 4 april 2004  | 498                  |  |
| Tremona     | 5 april 2009  | 516                  |  |